# 林道温泉
林道温泉（りんどうおんせん）は、かつて富山県南砺市林道にあった温泉。1475年（文明7年）に連如上人により発見され、難病に効果があると説いたのが始まりとされている。明治中期から湯治場として人気となっていた。

## 泉質
林道温泉には、1号井（南砺市林道字大林）、2号井（南砺市林道山下島）、3号井（南砺市林道字大林）の計3本の源泉が存在する。
- 1号井：泉質なし（遊離二酸化炭素）[3]
- 2号井：泉質なし（遊離二酸化炭素）[3]
- 3号井：単純二酸化炭素冷鉱泉[3]
  - 源泉温度10.5℃[3]

林道温泉には旅館から約400m離れた谷あいに計3本の源泉が存在し、うち1本は単純二酸化炭素冷鉱泉、残り2本は遊離二酸化炭素量による温泉法上の温泉である。夏には炭酸のような味になることから『サイダー温泉とも』呼ばれていた。
近くで河川の護岸工事が行われてからは炭酸の含有量が減っている。
神経痛、心臓病、痔に特効があるとされていた。

## 温泉街
かつては『林道温泉観光荘』『加賀屋』『酒池観光ホテル』の3軒が存在していた。日帰り入浴施設はなく、『加賀屋』無きあとの日帰り入浴は『林道温泉観光荘』が利用されていた。現在はいずれも廃業している。
観光荘
1956年に、昭和28年台風第13号により岩石で埋まった源泉を再整備して開業。1961年には高清水山の山裾に当たる現在地にて一軒宿が完成。後述の加賀屋と酒池観光ホテルの中間に位置し、裏庭はかつての荒木山スキー場の敷地を使用していた。源泉から引いた湯を薪を燃やして加温していた。
1994年には、たけし軍団の井手らっきょが正月番組の収録のため同温泉を訪れていた。
ひなびた建物であるが、逆にそれがノスタルジーを醸し出して魅力となり、晴れた日の浴室からの散居村の眺望も絶佳であった。
加賀屋
江戸期刊行の紀行集『北国巡杖記』に記されている源泉を使用し、明治初年代に『踊松鉱泉』として開湯。1933年に当時の経営者だった石川県津幡町出身者により権利を譲り受けて『加賀屋』と改称した。1985年3月には全面改装に着手し、同年12月、5階建て160人収容の新築の加賀屋が開業している。
1988年暮れ、美術商でもあった経営者が経営を手放し休業状態となったが、大阪市東成区にある大手結納洋品店『西川正光商店』が買収し、1990年12月より改装工事に着手、1991年5月13日に新装オープンした。
その後客足が細ったため1998年を以って廃業し、長らく廃墟となっていたが、2015年夏に建物が解体された。なお、敷地内に存在したラウンジ「SALASA」の建物は取り壊されずに現存している。
酒池観光ホテル
1737年刊行の『越中産物志』に記載されている源泉を使用して、明治20年代に天台宗の僧、覚仙が「すみ酒」に引泉して鉱泉宿を開き、創業。その後ホテルに改組し、1969年5月26日には昭和天皇、香淳皇后が当ホテルに行幸されている。しかし、1982年9月2日に改装工事中の浴槽付近から出火、水の便が悪く消火出来ず全焼し、これが原因で廃業となった。

## アクセス
- 鉄道：城端線城端駅が最寄り駅である。
  - タクシー：約5分。
  - 路線バス：城端線城端駅より南砺市営バス「なんバス」城端西回り線に乗車、「林道公民館前」停留所から850m。または同バス城端東回り線に乗車、「安楽寺前」停留所から1.5km。何れも1日数便の運行であるうえ、時間帯によって巡回方向が変動する一方循環路線のため時刻表をよく確認されたい。なお、土日祝は全便運休である。
- 自動車：東海北陸自動車道福光インターチェンジで降りる。